# 3ª Squadriglia per l'artiglieria
La 3ª Squadriglia per l'artiglieria del Servizio Aeronautico del Regio Esercito fu costituita il 22 settembre 1915 con aerei Macchi Parasol.

## Storia
Costituita a Taliedo il 22 settembre 1915, la 3ª Squadriglia Aeroplani per l'Artiglieria viene mobilitata su 4 Macchi Parasol a Medeuzza il 24 settembre nel Gruppo aviazione artiglieria del Comando di artiglieria del X Corpo d'armata della 3ª Armata (Regio Esercito) ai comandi del capitano Giulio Maurel, altri 6 piloti (tra cui il Sottotenente Giuseppe Grassa, il soldato Goffredo Gorini che in seguito passerà alla 70ª Squadriglia caccia dove verrà scelto per la squadriglia degli assi ed in seguito il caporale Mario Stoppani, futuro grande collaudatore) e 5 osservatori tra cui il Tenente Gian Mario Beltrami.
A causa dei vari problemi riscontrati sui Macchi Parasol in novembre passa su Caudron G.3 e nel 1915 esegue 56 voli di guerra (ricognizioni a bassa quota).
Nel dicembre 1915 si trasferisce a Gonars ed in aprile Maurel lascia il comando al Cap. osservatore Felice Porro che tra i piloti dispone anche di Ferruccio Ranza, futuro Asso dell'aviazione.
Nel 1916 effettua 33 ricognizioni e 26 osservazioni.
Il 15 aprile con i cambi dei nomi di tutte le squadriglie la 3ª diventa 43ª Squadriglia.